# Hoofdwerkwoord
Het hoofdwerkwoord is in een zin het werkwoord dat de betekeniskern van het gezegde draagt. Een zin (bijzinnen en nevengeschikte zinnen tellen apart) heeft altijd maar één hoofdwerkwoord. Het hoofdwerkwoord wordt meestal uitgedrukt door de persoonsvorm, maar kan ook verschijnen als infinitief (voorbeeld 4) of voltooid deelwoord (3), als het gezegde een hulpwerkwoord bevat.
Voorbeelden
1. Hij loopt naar huis.
2. Ik zag een bekende.
3. Wij hebben een taart gebakken.
4. Zij kan goed schrijven.
5. Jij bent een vrouw.

De termen hoofdwerkwoord en zelfstandig werkwoord worden vaak door elkaar gebruikt. Dit is niet verwonderlijk aangezien de functie van hoofdwerkwoord bijna altijd door een zelfstandig werkwoord wordt vervuld. Een koppelwerkwoord kan echter ook het hoofdwerkwoord vormen (voorbeeld 5) en zowel de term zelfstandig werkwoord als koppelwerkwoord verwijzen naar een type werkwoord, een woordsoort dus, en niet naar de functie in de zin.